# تجاوز جنسی در ایران
در قانون جمهوری اسلامی ایران در ماده ۲۲۴ قانون مجازات اسلامی، مجازات تجاوز به عنف اعدام است. متجاوزین معمولاً فقط بر اساس شهادت گواهان محکوم نمی‌شوند، بنابراین باید مدارک تأییدکننده از دیگران و پزشکی قانونی کسب شود. مدارک مربوط به اثبات دخول، هویت تجاوز کننده و این واقعیت که نزدیکی بدون رضایت زن رخ داده‌است، می‌باید فراهم گردد؛ ولی‌الله حسینی، قاضی دادگاه کیفری استان تهران دربارهٔ وضعیت حقوقی تجاوز جنسی می‌گوید: «احکام این جرم یا برائت است یا اعدام حد وسطی ندارد».

## تجاوز جنسی حکومتی
- آزار جنسی یا تجاوز به زندانیان در ایران
- آزار جنسی معترضان خیزش ۱۴۰۱ ایران

## تجاوز جنسی به کودکان
- قتل مهسا گلستانی